# Стамбени објекти у махали Илиџа у Горњем Шехеру (Бања Лука)
Стамбени објекти у махали Илиџа у Горњем Шехеру су група објеката у саставу Градитељској целини - Бање у махали Илиџа у Горњем Шехеру  у Бања Луци,  данас Месна заједница Српске Топлице, који су проглашени за националним споменик Републике Српске и Босне и Херцеговине. Настали је уз изворе термалне воде (просечне температуре износе од 33° до 36 °C) у османском периоду у Горњем Шехеру (Српске Топлице).

## Заштита
Одлуком Комисија за очување националних споменика, на основу члана V став 4 Анекса 8 Општег оквирног споразума за мир у Босни и Херцеговини и члана 39 став 1 Пословника о раду Комисије за очување националних споменика, на седници одржаној од 25. до 31. јануара 2005. године Стамбени објекти Илиџе су као део Градитељска целина - Бање у махали Илиџа у Горњем Шехеру, Бања Лука, проглашени за национални споменик Босне и Херцеговине.
Због све веће угрожености овог националног споменик  неопходно је кроз јасно дефинисање функција надлежности и одговорности на нивоу Бања Луке, Републике Српске и Босне и Херцеговине, деловати и на промоцији Стамбених објекта у махали Илиџа у Горњем Шехеру, као туристичке дестинације и културне баштине коју треба  заштити на међународном нивоу.

## Положај
Стамбени објекти у махали Илиџа у Горњем Шехерусе у оквиру комплекс бања у Горњем Шехеру налазе се на десној обали Врбаса, који у овом делу губи особине планинске и поприма особине равничарске реке,  у просторном обухвату дефинисаном следећим границама:
- са северозападне стране је ограничен коритом ријеке Врбас дужине око 200 метра низводно од новог гвозденог моста, те границом Улице Од Змијања Рајка (ранији назив: Улица браће Алагић) у дужини око 100 м југозападно од моста;
- југозападном границом к.ч. број 662, к.о. Бања Лука III-8 (парцела на којој се налази Бањско-рекреациони центар “Шехер”);
- на југоисточној стран природном границом преласка обронака Шехитлука у равничарски део, са обронцима Бањ брда (стари назив Шехетлуци), обрасли храстом, грабом и црним бором.
- на североисточној страни к.ч. број 700, к.о. Бања Лука III-8 (Хаџи-Исаковића кућом).

Североисточно од Илиџанске џамије, као матице целе махале, настајали су стамбени објекти од којих су неки у свом саставу имали и бању (купатило), или се бања налазила у објекту изграђеном поред куће (Гушића кућа, Османчевића кућа, кућа Бисере Шеранић), или у башти поред куће (Шеранића куће уз Врбас).

## Опис добра
Специфичности махале Илиџа има директну везу са природним ресурсима краја. Присуство термалних изворишта на једном релативно малом просторном обухвату одразило се на становнике махале Илиџа да користе природну предиспозицију, при обликовању простора становања и користи термалне воде (просечне температуре од 33° до 36 °C). Они уводе топлу воду унутар објекта и смештају каде за купање у засебне просторије унутар куће, или изграђује свој стамбени објекат уз неку бању уз коју прислањају свој стамбени објекат или уклапају постојећи објекат бање у диспозицију куће, или граде базен са термалном водом у башти.
Шехерска кућа, како многи називају куће у Горњем Шехеру у Српским Топлицама је спратна грађевина кубусне форме, покривена четвороводним кровом оштрог нагиба и дубоких стреха. За њен кров као покривач користи биберцреп, или као некада шиндра. Зидови приземља су зидани од камена, а на спрату је примењена дрвена бондручна конструкција са испуном од плетера, чатме или ћерпича.
У  диспозиционом смислу приземље куће има:
- хајат са ходником и степеништем за спратну етажу,
- халват и мању собицу, хуџеру (која служи као остава),
- просторију у којој се налази бања са термалном водом (нпр Демировића кућа) или дућан (кућа Зејре Шеранић, Хаџиалића кућа).

Спрат је доксатно препуштен у односу на приземну етажу. На спрату куће се налазе:
- диванхана,
- собе за боравак из којих се обично пружају леп поглед на Врбас,
- простор кухиње, обично на спрату, урађене без плафонске и таванске конструкције изнад себе, са отвореним погледом на кровну конструкцију)
- водница (доксатно препуштеном просторијом која је служила за чување посуда са водом, обично је садржавала и простор нужника, а била је спољним степеништем оријентисана према башти).

Неке куће (Гушића кућа, Хаџиисаковића кућа) на спрату су имале и дечију собу у којој се налазила зидана пећ са лончићима.
Дрвена мусандера (серген) је саставни део сваке собе, састоји се од долафа, бањице и душеклука, као и полице и рафа (нпр Шеранића кућа, Демировића кућа, кућа Зејре Шеранић) које су служиле за одлагање бакреног посуђа и украсних предмета. Као саставни део собе појављује се и сећија украшена серџадама, везом и везеним јастуцима.

## Списак стамбених објеката
Објекти махале Илиџа, који још увек поседују карактеристике шехерских кућа и имају амбијенталну вредност су: 
- кућа породице Шеранића (к.ч. број 630, к.о. Бања Лука III-8),
- кућа Садика и Ибрахима Демировића (к.ч. број 674, к.о. Бања Лука III-8),
- кућа Гушића (к.ч. број 670/1, к.о. Бања Лука III-8),
- кућа Емине Османчевић (к.ч. број 685/1, к.о. Бања Лука III-8),
- кућа Зеире Шеранић (к.ч. број 689, к.о. Бања Лука III-8),
- кућа Хаџиисаковић Златка (к.ч. број 700, к.о. Бања Лука III-8),
- кућа Штефка и Марте Голбахер (к.ч. број 629, к.о. Бања Лука III-8),
- Трокића кућа (к.ч. број 628, к.о. Бања Лука III-8)